# Plagiomerus monticolus
Plagiomerus monticolus är en stekelart som beskrevs av Hayat 2003. Plagiomerus monticolus ingår i släktet Plagiomerus och familjen sköldlussteklar. Inga underarter finns listade i Catalogue of Life.